# غرينزبورو سوورم
غرينزبورو سوورم (بالإنجليزية: Greensboro Swarm)‏ هو فريق كرة سلة أمريكي للمحترفين تأسس في سنة 2016 يقع مقره في غرينزبورو. يلعب في دوري الرابطة الوطنية لفئة التطوير. من لاعبيه آرشي غودوين وداميان ويلكنز.

## وصلات خارجية
- الموقع الرسمي